# Фрунзево
Фру́нзево (до 1948 года Орта́й; укр. Фрунзево, крымскотат. Ortay, Ортай) — исчезнувшее село в Кировском районе Республики Крым, располагавшееся в центре района, в степной части Крыма, примерно в 3 км к северу от современного села Партизаны.

## История
Первое документальное упоминание села встречается в Камеральном Описании Крыма… 1784 года, судя по которому, в последний период Крымского ханства Ортай входил в Старо-Крымский кадылык Кефинского каймаканства. После присоединения Крыма к России (8) 19 апреля 1783 года, (8) 19 февраля 1784 года, именным указом Екатерины II сенату, на территории бывшего Крымского Ханства была образована Таврическая область и деревня была приписана к Левкопольскому, а после ликвидации в 1787 году Левкопольского — к Феодосийскому уезду Таврической области. После Павловских реформ, с 1796 по 1802 год, входила в Акмечетский уезд Новороссийской губернии. По новому административному делению, после создания 8 (20) октября 1802 года Таврической губернии, Ортай был включён в состав Байрачской волости Феодосийского уезда.
По Ведомости о числе селений, названиях оных, в них дворов… состоящих в Феодосийском уезде от 14 октября 1805 года, в деревне Ортай числилось 14 дворов и 83 жителя крымских татар. На военно-топографической карте генерал-майора Мухина 1817 года деревня Ортай обозначена с 16 дворами. После реформы волостного деления 1829 года Ортай, согласно «Ведомости о казённых волостях Таврической губернии 1829 года», отнесли к Учкуйской волости (переименованной из Байрачской). На карте 1842 года Ортай обозначен условным знаком «малая деревня» (это означает, что в ней насчитывалось менее 5 дворов).
В 1860-х годах, после земской реформы Александра II, деревню приписали к Арма-Элинской волости. Согласно «Списку населённых мест Таврической губернии по сведениям 1864 года», составленному по результатам VIII ревизии 1864 года, Ортай — владельческая татарская деревня с 4 дворами и 38 жителями при источнике Субаш. По обследованиям профессора А. Н. Козловского начала 1860-х годов, в селении «имелось достаточное количество пресной воды» из колодцев глубиною не более 1,5 сажени (менее 3 м). На трёхверстовой карте Шуберта 1865—1876 года в деревне Ортай обозначено 6 дворов. По «Памятной книге Таврической губернии 1889 года», по результатам Х ревизии 1887 года, в деревне Ортай, уже Владиславской волости, числилось 13 дворов и 74 жителя.
После земской реформы 1890-х годов деревня осталась в составе Владиславской волости. По «…Памятной книжке Таврической губернии на 1892 год» в деревне Ортай, не входившей ни в одно сельское общество, числилось 74 безземельных жителя, домохозяйств не имеющих. В «…Памятной книжке Таврической губернии на 1902 год» деревня, по неизвестной причине, не записана. По Статистическому справочнику Таврической губернии. Ч.II-я. Статистический очерк, выпуск пятый Феодосийский уезд, 1915 год, в деревне Ортай (вакуф) Владиславской волости Феодосийского уезда числилось 23 двора (все дворы безземельные) с татарским населением в количестве 159 человек приписных жителей и 18 — «посторонних», из которых 92 мужчины и 85 женщин. Жители землёй не владели, в хозяйствах имелось 47 лошадей, 50 волов, 30 коров и 475 голов овец, свиней, или коз.
После установления в Крыму Советской власти, по постановлению Крымревкома от 8 января 1921 года была упразднена волостная система и село вошло в состав вновь созданного Владиславовского района Феодосийского уезда, а в 1922 году уезды получили название округов. 11 октября 1923 года, согласно постановлению ВЦИК, в административное деление Крымской АССР были внесены изменения, в результате которых округа ликвидировались и Владиславовский район стал самостоятельной административной единицей. Декретом ВЦИК от 04 сентября 1924 года «Об упразднении некоторых районов Автономной Крымской С. С. Р.» в октябре 1924 года район был преобразован в Феодосийский и село включили в его состав. Согласно Списку населённых пунктов Крымской АССР по Всесоюзной переписи 17 декабря 1926 года, в селе Ортай, Сеит-Элинского сельсовета (в котором село состояло всю дальнейшую историю) Феодосийского района, числилось 49 дворов, из них 48 крестьянских, население составляло 198 человек, из них 197 татар и 1 русский, действовала татарская школа I ступени (пятилетка). На карте 1926 года в селении обозначено 27 дворов с татрским населением. Постановлением ВЦИК «О реорганизации сети районов Крымской АССР» от 30 октября 1930 года из Феодосийского района был выделен (воссоздан) Старо-Крымский район (по другим сведениям 15 сентября 1931 года) и село включили в его состав, а, с образованием в 1935 году Кировского — в состав нового района.
В 1944 году, после освобождения Крыма от фашистов, согласно постановлению ГКО № 5859 от 11 мая 1944 года, 18 мая крымские татары были депортированы в Среднюю Азию. 12 августа того же года было принято постановление № ГОКО-6372с «О переселении колхозников в районы Крыма» и в сентябре того же года в село приехали первые переселенцы, 428 семей, из Тамбовской области, а в начале 1950-х годов последовала вторая волна переселенцев. С 1954 года местами наиболее массового набора населения стали различные области Украины. С 25 июня 1946 года Ортай в составе Крымской области РСФСР. Указом Президиума Верховного Совета РСФСР от 18 мая 1948 года, Ортай переименовали во Фрунзево. Указом Президиума Верховного Совета УССР «Об укрупнении сельских районов Крымской области» от 30 декабря 1962 года Кировский район был упразднён, и село присоединили к Белогорскому. 1 января 1965 года указом Президиума ВС УССР «О внесении изменений в административное районирование УССР — по Крымской области», вновь включили в состав Кировского.
Ликвидировано в период между 1968 годом, когда Фрунзево ещё записано в составе Журавского сельсовета и 1977 годом, когда оно уже значилось в списках упразднённых.

### Динамика численности населения
| - 1805 год — 83 чел. - 1864 год — 38 чел. - 1889 год — 74 чел. | - 1892 год — 74 чел. - 1915 год — 159/18 чел. - 1926 год — 198 чел. |